# Marco Brugnerotto
Marco Brugnerotto (Dolo, 16 ottobre 1977) è un politico italiano.

## Biografia
Diplomato, di professione grafico. Sposato, ha due figli.
Dal 2009 ha aderito al Movimento 5 Stelle, per il quale nel 2011 è stato candidato sindaco a Noventa Padovana, ottenendo l'8,41% dei voti, senza risultare eletto in consiglio comunale.
Alle elezioni politiche del 2013 viene eletto deputato della XVII legislatura della Repubblica Italiana nella circoscrizione VII Veneto 1 per il Movimento 5 Stelle. Diventa poi segretario del gruppo M5S alla Camera dei deputati. Conclude il proprio mandato parlamentare alla fine della legislatura, nel marzo 2018.